# Kerstin Tidelius
Kerstin Martha Tidelius, född 14 oktober 1934 i Kungsholms församling i Stockholm, död 15 februari 2023 i Nacka, Stockholms län, var en svensk skådespelare. För de flesta är hon förknippad med rollen som Ingrid Löfgren i Bengt Bratts långlivade TV-serie Hem till byn. För göteborgspubliken är hon välkänd som en mångsidig aktris vid Göteborgs Stadsteater.

## Biografi
Tidelius antogs vid Göteborgs stadsteaters elevskola 1954, tillsammans med Nadja Witzansky, Lena Söderblom, Lars Engström, Arne Eriksson, Bo Swedberg och Per Jonsson. 1957 gjorde hon sensationell debut när hon fick ersätta Inga Tidblad i rollen som Rosalinda i Som ni behagar.
Sedan kom rollerna slag i slag, hon var med i den uppmärksammade trilogin Flotten, Hemmet och Sandlådan. År 1966 tilldelades hon Svenska Dagbladets Thaliapris för tolkningen av Masja i Tjechovs pjäs Tre systrar. Bortsett från två år vid Folkteatern i Gävleborg var hon vid Göteborgs Stadsteater fram till pensioneringen 1995, då hon gjorde en uppmärksammad gestaltning av Mor Courage. Kerstin Tidelius är begravd på Norra begravningsplatsen utanför Stockholm.

## Filmografi
- 1953 – Marianne
- 1955 – Kärlek på turné
- 1966 – En förtrollad natt
- 1966 – Slut
- 1966 – Adamsson i Sverige
- 1967 – Roseanna
- 1967 – Magnus (TV-serie)
- 1968 – Ole dole doff
- 1969 – Ådalen 31
- 1969 – Fröken Julie
- 1971–2006 – Hem till byn (TV-serie)
- 1974 – Jourhavande (TV-serie)
- 1975 – Gyllene år (TV-serie)
- 1981 – Snacka går ju...
- 1981 – Stjärnhuset (TV-serie)
- 1982 – Avskedet
- 1982 – Fanny och Alexander
- 1984 – Polisen som vägrade ge upp (TV-serie)
- 1986 – Prinsessan av Babylonien
- 1989 – Glenn och Gloria
- 1989 – Sparvöga (TV-serie)
- 1994 – Håll huvet kallt (TV-serie)
- 1994 – Handbok för handlösa
- 1996 – Juloratoriet
- 1998 – Älskade Lotten (TV-serie)
- 2000 – En rikedom bortom allt förstånd

## Teater

### Roller
| År   | Roll                        | Produktion                                                                                   | Regi              | Teater                  |
| ---- | --------------------------- | -------------------------------------------------------------------------------------------- | ----------------- | ----------------------- |
| 1954 | Judith                      | Dödsdansen II August Strindberg                                                              | Per Simon Edström | Kammarteatern           |
| 1959 |                             | Major Barbara George Bernard Shaw                                                            | Keve Hjelm        | Göteborgs stadsteater   |
| 1959 |                             | Naken kvinna med violin (Nude with Violin) Noël Coward                                       | Olof Bergström    | Göteborgs stadsteater   |
| 1959 |                             | Ljuva ungdomstid (Ah, Wilderness) Eugene O'Neill                                             | Sam Besekow       | Göteborgs stadsteater   |
| 1961 | Geneviève                   | Vårmodellen (Blaise) Claude Magnier                                                          | Herman Ahlsell    | Göteborgs stadsteater   |
| 1963 |                             | Apollon från Bellac (L'Apollon de Bellac) Jean Giraudoux                                     | Herman Ahlsell    | Göteborgs stadsteater   |
| 1982 | Modern Svärmodern Fru Lykke | På jorden knappt leva vi få: Den heliga familjen Sångare! Vägen till Kanaan! Rudolf Värnlund | Peter Oskarson    | Skånska Teatern         |
| 1984 | Anna Stark                  | Makten och ärligheten Lars Forssell                                                          | Peter Oskarson    | Folkteatern i Gävleborg |
| 1997 | Fru Peachum                 | Tolvskillingsoperan (Die Dreigroschenoper) Bertolt Brecht och Kurt Weill                     | Gunilla Berg      | Göteborgs stadsteater   |

## Radioteater

### Roller
| År   | Roll     | Produktion                                       | Regi      |
| ---- | -------- | ------------------------------------------------ | --------- |
| 1956 | Väninnan | Tempo, tempo (Der Terminkalender) Max Gundermann | Åke Falck |

### Fotnoter
1. ↑  Sveriges befolkning
1990:
Tidelius, Kerstin Martha
2. ↑   https://www.ratsit.se/19341014-Kerstin_Martha_Tidelius_Nacka/NRe_KuN1NK4h-WaOygjjzpEn4naOgyzFw-twjZrCQqc
3. ↑  https://www.aftonbladet.se/nojesbladet/a/BWwR29/skadespelaren-kerstin-tidelius
4. 1 2  ”Kerstin Tidelius”. Svensk Mediedatabas. http://sfi.se/sv/svensk-filmdatabas/Item/?type=PERSON&itemid=64305&iv=OVERVIEW. Läst 3 augusti 2012.
5. ↑  ”Sju teaterelever i Göteborg”. Dagens Nyheter:  s. 12. 31 augusti 1954. https://arkivet.dn.se/tidning/1954-08-31/235/12. Läst 26 december 2021.
6. ↑  ”Tidelius, Kerstin Martha”. SvenskaGravar.se. https://www.svenskagravar.se/gravsatt/74b078cb-9320-4ff4-aa2e-6de68b6105c0. Läst 19 januari 2024.
7. ↑  ”'Dödsdansen' del två på Kammarteatern”. Dagens Nyheter:  s. 16. 25 mars 1954. http://arkivet.dn.se/arkivet/tidning/1954-03-25/82/16. Läst 18 mars 2016.
8. ↑  ”Tidningsnotis”. Dagens Nyheter:  s. 20. 1 februari 1959. https://arkivet.dn.se/tidning/1959-02-01/30/20. Läst 26 september 2020.
9. ↑  ”Scenförändringar: Vårpjäser i Lilla London”. Dagens Nyheter:  s. 17. 23 april 1959. https://arkivet.dn.se/tidning/1959-04-23/109/17. Läst 26 september 2020.
10. ↑  ”Scenförändringar: Jubileum i Göteborg”. Dagens Nyheter:  s. 15. 21 augusti 1959. https://arkivet.dn.se/tidning/1959-08-21/225/15. Läst 26 september 2020.
11. ↑  ”Vårmodellen”. Musik & Teaterbiblioteket. https://calmview.musikverk.se/CalmView/Record.aspx?src=CalmView.Performance&id=PERF19493&pos=1. Läst 10 maj 2025.
12. ↑  Ebbe Linde (22 april 1961). ”Vårmodellen”. Dagens Nyheter:  s. 14. https://arkivet.dn.se/tidning/1961-04-22/11166-108/14. Läst 10 maj 2025.
13. ↑  Ebbe Linde (1 december 1963). ”Mästare och mästerlärjunge”. Dagens Nyheter:  s. 30. https://arkivet.dn.se/tidning/1963-12-01/327/30. Läst 26 september 2020.
14. ↑  Susann Marko (5 juni 1984). ”Soppa på en spik”. Dagens Nyheter:  s. 21. https://arkivet.dn.se/tidning/1984-06-05/151/21. Läst 23 januari 2022.
15. ↑  Martin Nyström (9 mars 1997). ”'Tolvskillingsoperan' på 70-talet med groovig jazz och latinsk kryddning”. Dagens Nyheter. https://www.dn.se/arkiv/teater/granser-for-oheliga-allianser-rattelse-visserligen-utmarks-tolvskillingsoperan-av-de-mest-oheliga/. Läst 2 oktober 2021.
16. ↑  ”Radioprogrammet”. Dagens Nyheter:  s. 20. 25 augusti 1956. https://arkivet.dn.se/tidning/1956-08-25/230/20. Läst 27 december 2021.